# ليام أغنيو
ليام أغنيو (بالإنجليزية: Liam Agnew)‏ (11 أبريل 1995 بسندرلاند في المملكة المتحدة - ) هو لاعب كرة قدم بريطاني في مركز الوسط. لعب مع نادي سندرلاند ونادي بوسطن يونايتد.

## وصلات خارجية
- ليام أغنيو على موقع قاعدة بيانات كرة القدم.إي يو (الإنجليزية)
- ليام أغنيو على موقع Soccerway.com (الإنجليزية)
- ليام أغنيو على موقع AS.com (الإسبانية)